# Repetobasidium
Repetobasidium — рід грибів родини Rickenellaceae. Назва вперше опублікована 1958 року.